# Tomica
Tomica (トミカ, Tomika) è una linea di miniature in metallo di veicoli, principalmente automobili, prodotta dall'azienda giapponese Takara Tomy a partire dal 1970, per competere con le serie occidentali Matchbox e Hot Wheels.
Vendute nelle caratteristiche scatolette di cartone, le miniature Tomica sono diventate, nel corso degli anni, tra i più iconici e diffusi giocattoli nel mercato Giapponese, oltre ad essere molto popolari tra i collezionisti.

## Caratteristiche
Non la si deve confondere con la serie Tomica World, nome dato ad una collezione di miniature ferroviarie (note in Giappone e Asia con il nome Plarail) introdotte dalla controllata inglese Tomy Co. of UK a partire dalla fine degli anni '90.
Tuttavia, i veicoli motorizzati di entrambe le serie condividono lo stesso tipo di motorizzazione.

## Storia
La storia della Tomica inizia nel 1970, iniziando a riprodurre in scala modelli di auto giapponesi ed estere in scala 1/64 e 1/43 da collezione. Fu in seguito a queste prime produzioni che poi la direzione aziendale decise di puntare i suoi prodotti nella realizzazione di modelli rivolti soprattutto ai bambini, cercando di mantenere inalterati gli standard qualitativi. Rispetto ad altri, i modelli Tomica hanno riscosso particolare popolarità grazie a due caratteristiche uniche:
1. le dimensioni dei modelli sono tali da essere ideali per le piccole mani dei bambini, così da poter essere maneggiate nei palmi delle mani;
2. I dettagli sono riprodotti fedelmente rispetto ai modelli reali, rendendo così i modellini abbastanza realistici nonostante la scala e il mercato a cui sono destinati.

Con questi ed altri dettagli come la simulazione delle sospensioni e la fluidità del movimento, queste piccole e precise riproduzioni in scala hanno acquisito nel tempo sempre più popolarità, anche grazie al fatto che i loro prezzi sono stati sempre molto ragionevoli. I modellini Tomica ovviamente sono molto conosciuti soprattutto in Giappone, tant'è che si stima che almeno un bambino su quattro abbia avuto almeno un modellino Tomica durante la sua infanzia. Molto è cambiato da quando furono prodotti i primi modelli, e nel tempo l'azienda è cresciuta sempre di più potendo contare oggi di un'ampia produzione di modelli, la quale si accresce di volta in volta aggiungendo qualche modellino nuovo, infatti ogni terzo sabato di ogni mese, la lista dei modelli viene aggiornata. Spesso questi modellini sono oggetto di collezione da parte degli adulti, proprio perché date le loro fattezze, vengono apprezzate anche dai più grandi.